# Bílý ostrov (Rusko)
Bílý ostrov (rusky Белый остров) je ostrov v Karském moři ležící nedaleko severního břehu Jamalu v Rusku. Od poloostrova Jamal je ostrov oddělen Malyginovým průlivem, který je ve svém nejužším místě široký 9 km a po většinu roku zamrzlý.
Ostrov má rozlohu 1900 km² a jeho nejvyšší bod leží 24 metrů nad mořskou hladinou. Ostrov pokrývá tundra. Na ostrově se nalézá mnoho termokrasových jezer a řek.
V rozsáhlém zálivu Njabipacha (rusky Залив Няабипаха) na severovýchodě ostrova leží Bezejmenný ostrov (rusky Безымянный). U jihovýchodního cípu se rozkládá souostroví s největším ostrovem Tabngo (rusky Табнго) a menším Tjubcjango (rusky Тюбцянго). U jihozápadního cípu se nalézá záliv Pacha (rusky Залив Паха).
Ostrov není trvale obydlen. V severozápadním cípu nedaleko Ragozinova mysu pracuje od roku 1933 Polární stanice M. V. Popova.

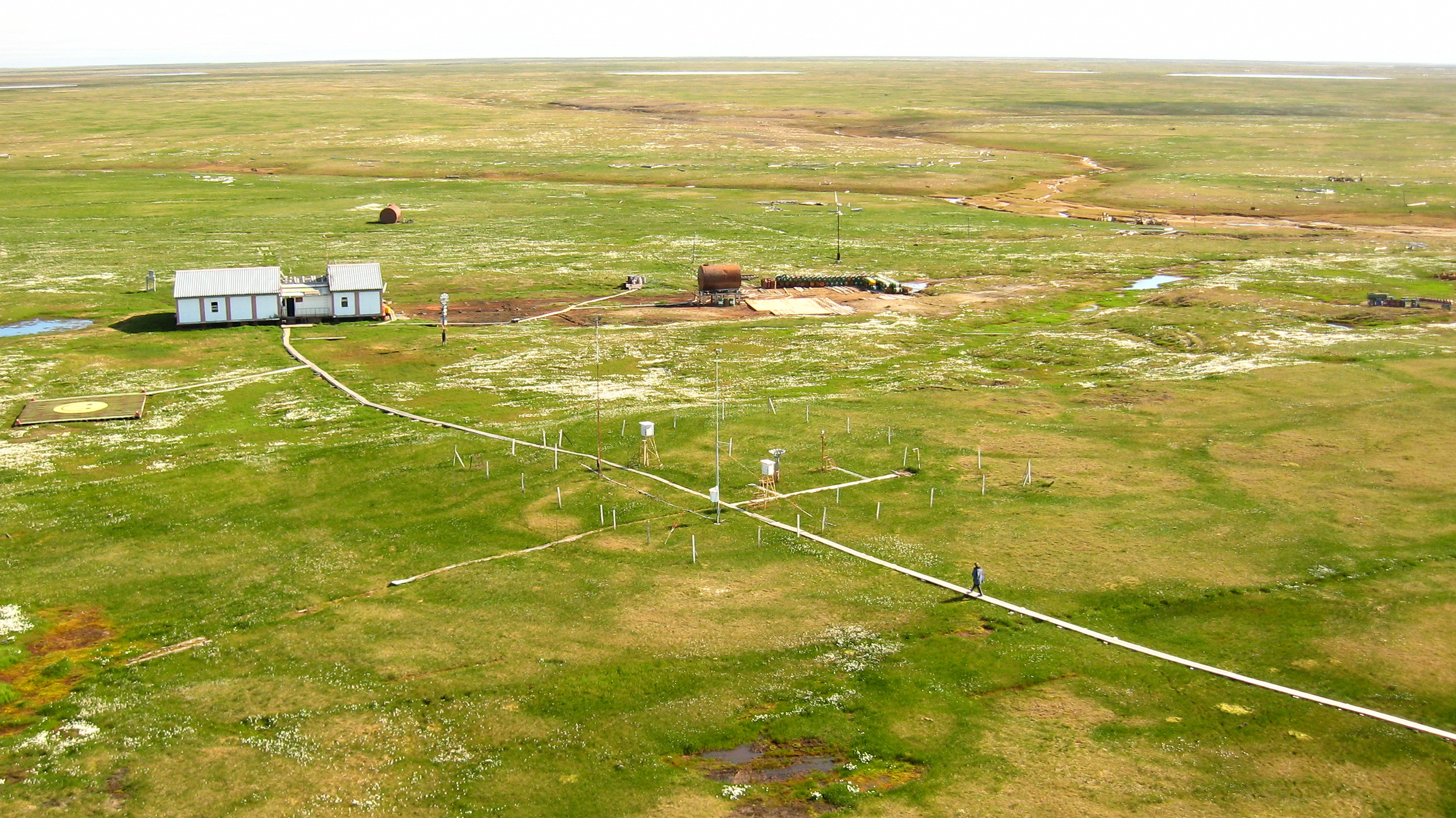
Polární stanice M. V. Popova